# 용산선
용산선(龍山線)은 대한민국의 서울특별시 용산구 한강로3가의 용산역과 서울특별시 마포구 성산동의 가좌역을 잇는 철도 노선으로 수도권 전철 경의·중앙선의 일부이다. 현재는 대부분의 구간이 지하화되어 전 구간 수도권 전철이 운행되고 있다. 통행방향은 어디서든 좌측통행이다.
2014년 12월 27일에 공덕 ~ 용산 구간의 복선 전철화가 완료됨으로써 지하화가 완성되었고, 같은 날짜에 중앙선과 경의선의 직결 운행 계통인 경의·중앙선이 운행을 개시하였다. 노반이 있던 지상의 부지는 경의선숲길이라는 공원으로 전용되었다.

## 역사

### 개요
본래 용산선은 1906년 4월 3일 경의선의 일부로 개통되었다. 이때에는 수색역에서 신촌역을 경유하여 아현동을 지나는 지금의 경의선 노선은 없었는데, 이는 일본제국이 용산에 일본군이 주둔하고 있어 서울역보다 용산역을 더 중시하였고, 아현동 일대가 산악지형이어서 철도를 건설하기 어려웠기 때문이었다.
그러나 남대문역(이후 경성역-서울역)을 경유하는 경의선-경부선 직결 열차가 점차 늘어나자, 용산역과 남대문역 사이의 반복 운전을 없애 열차의 운행 시간을 줄이고 운행을 편리하게 하도록, 1919년 6월에 해당 노선의 공사에 착수하였다.
개량 공사에 의하여 1921년 7월에 해당 노선이 정식으로 개통되고 경의선의 출발역을 경성역으로 바꾸면서, 용산선은 잠시 영업을 중지한 것으로 보인다. 그러다 1929년 용산~당인리 간을 보강하여 용산선으로 영업을 재개하였다. 이후 1929년 9월 20일에 세교리역을 경유하여 당인리역까지 이어지는 노선이 생겼으며, 이듬해에는 서강 ~ 신촌 구간 노선이 개통되고 경성순환열차의 운행이 개시되었다.
1940년에는 용산 ~ 서강 복선화, 서강 ~ 신촌 개량, 서강 ~ 성산천신호소(현 가좌역 부근) 복선 공사가 시작되었다. 이 가운데 용산 ~ 서강 ~ 성산천 구간 공사는 해방 당시 이미 완공된 상태였다. 해방 후 1955년에는 서강 ~ 수색 구간이 개통되고, 1960년에는 서강 ~ 신촌 구간이 폐지되었다. 수색역의 화물 기능이 강화되며 용산선은 점차 화물전용 노선으로 변모하였다.
2004년에 효창 ~ 서강 구간이, 2005년에 서강 ~ 가좌 구간이 철거되어 한동안 용산 ~ 효창공원앞 구간만 용산역에서 나오는 회송열차의 대피선으로 쓰였으나, 용산선의 지하화 공사가 진행되며 회송선로 역시 철거되었다.
용산선 지하화는 본래 2012년에 용산역까지 개통할 예정이었으나, 효창동 구간의 토지 보상 문제가 발목을 잡으면서 2012년 12월 15일에 환승의 편의상 우선 경의선 가좌역에서 분기하여 공덕역까지 개통하였고 공덕역 ~ 용산역 구간은 2014년 12월 27일 개통되었다. 효창공원앞역은 지하화 개통과는 별개로 2016년 4월 30일에 여객 영업을 개시했으며, 효창역이 효창공원앞역으로 역명을 변경했다.

### 연혁
- 1906년 4월 3일: 경의선의 일부로 선로 개통
- 1921년 7월 11일: 경의선 남대문~수색 간 개통[6]으로 일시 영업 중지 (추정)
- 1929년 9월 20일: 용산선 용산~세교리, 세교리~당인리 간 개통[7]
- 1929년 12월 1일: 공덕리역, 서강역 영업 개시[8]
- 1930년 12월 15일: 용산선 서강~신촌 간 개통[9]
- 1930년 12월 25일: 경성순환열차 운행 개시[10]
- 1932년 10월 1일: 방송소앞역 영업 개시
- 1939년 10월 31일: 연희역 폐지[11]
- 1944년 3월 31일: 미생정역, 공덕리역, 세교리역 폐지[12]
- 1944년 4월 10일: 용산선 용산~세교리, 세교리~당인리 간을 용산~당인리로 통합[13]
- 1948년 1월: 원정역을 효창역으로 개정[14]
- 1955년 2월 3일: 수색선 서강~수색 간 개통[15]
- 1960년 4월 1일: 용산선 서강~신촌 폐지[16]
- 1972년 5월 1일: 동막역 폐지[17]
- 1974년 8월 15일: 효창역, 방송소앞역 폐지[18]
- 1974년~1980년: 용산선 서강~당인리 간을 당인리선으로 분리, 수색선을 용산선에 편입
- 1978년 6월 23일: 효창역 영업 재개[19]
- 2003년경: 경의선에서 고양기지역으로 접속하는 선로를 설치하고자 배선을 개량하는 과정에서 화물열차 운행 중지[20]
- 2004년 7월 1일: 효창~서강 간 선로 철거
- 2005년 11월 27일: 서강~가좌 간 선로 철거[21]
- 2012년 12월 15일: 공덕~가좌 간 복선전철화 개통
- 2014년 3월 17일: 서강역을 서강대역으로 개정[22]
- 2014년 12월 27일: 용산~공덕 간 복선전철화 개통.[23]
- 2015년 7월 6일: 효창역을 효창공원앞역으로 개정 및 용산 기점 1.5km으로 이설[24]
- 2016년 4월 30일: 효창공원앞역 여객 취급 개시
- 2019년 4월 17일 : 철도 노선번호 변경에 따라 30302로 변경[25]

### 차량
용산 ~ 효창공원앞 구간에 약 35‰의 급구배가 설치되어, 수도권 광역전철 전동열차와 KTX-산천 (B-Type)을 제외한 차량은 용산선에 운행할 수 없다. 2018년 동계 올림픽 기간에 한시적으로 KTX-산천이 운행하였다. 현재 운행 중인 차량은 다음과 같다.
- 한국철도공사 321000호대 전동차
- 한국철도공사 331000호대 전동차
- 한국철도공사 319000호대 전동차
- 한국철도공사 381000호대 전동차

## 역 목록
| 역번호                           | 역명       | 로마자 역명   | 한자 역명 | ● 수도권 전철 경의·중앙선 | 접속 노선                                                  | 역간 거리(km) | 영업 거리(km) | 소재지     | 소재지   | 소재지 |
| 역번호                           | 역명       | 로마자 역명   | 한자 역명 | 문산 급행                 | 접속 노선                                                  | 역간 거리(km) | 영업 거리(km) | 소재지     | 소재지   | 소재지 |
| -------------------------------- | ---------- | ------------- | --------- | ------------------------- | ---------------------------------------------------------- | ------------- | ------------- | ---------- | -------- | ------ |
| ↑ 경원선 이촌역 방면             |            |               |           |                           |                                                            |               |               |            |          |        |
| K110                             | 용산       | Yongsan       | 龍山      | ●                         | ● 수도권 전철 1호선 경부선 경원선                          | 0.0           | 0.0           | 서울특별시 | 용산구   |        |
| K311                             | 효창공원앞 | Hyochang Park | 孝昌公園  | ｜                        | ● 서울 지하철 6호선                                        | 1.5           | 1.5           | 서울특별시 | 용산구   |        |
| K312                             | 공덕       | Gongdeok      | 孔德      | ●                         | ● 수도권 전철 5호선 ● 서울 지하철 6호선 ● 인천국제공항철도 | 1.0           | 2.5           | 서울특별시 | 마포구   |        |
| K313                             | 서강대     | Sogang Univ.  | 西江大    | ｜                        |                                                            | 1.9           | 4.4           | 서울특별시 | 마포구   |        |
| K314                             | 홍대입구   | Hongik Univ.  | 弘大入口  | ●                         | ● 서울 지하철 2호선 ● 인천국제공항철도                     | 0.9           | 5.3           | 서울특별시 | 마포구   |        |
| K315                             | 가좌       | Gajwa         | 加佐      | ｜                        | 경의선                                                     | 1.7           | 7.0           | 서울특별시 | 서대문구 |        |
| ↓ 경의선 디지털미디어시티역 방면 |            |               |           |                           |                                                            |               |               |            |          |        |

### 2009년
다음은 수도권 전철 경의선이 개통하기 전인 2009년의 정보이다. 로마자 표기는 역 폐지 당시의 방식을 따랐다.
| 역명   | 로마자 역명      | 한자 역명 | 역간거리 (km) | 영업거리 (km) | 접속 노선                                              | 소재지     | 소재지   | 비고                 |
| ------ | ---------------- | --------- | ------------- | ------------- | ------------------------------------------------------ | ---------- | -------- | -------------------- |
| 용산   | Yongsan (Ryūsan) | 龍山      | 0.0           | 0.0           | 경부선 경원선 ● 수도권 전철 1호선 ● 수도권 전철 중앙선 | 서울특별시 | 용산구   |                      |
| 미생정 | Yayoichō         | 彌生町    | (0.6)         | (1.8)         |                                                        | 서울특별시 | 용산구   | 1944년 3월 31일 폐지 |
| 효창   | Hyochang (Kōshō) | 孝昌      | 1.8           | 1.8           |                                                        | 서울특별시 | 용산구   |                      |
| 공덕리 | Kōtokuri         | 孔德里    | (0.6)         | (2.4)         |                                                        | 서울특별시 | 마포구   | 1944년 3월 31일 폐지 |
| 동막   | Dongmag (Tōmaku) | 東幕      | (0.8)         | (3.2)         |                                                        | 서울특별시 | 마포구   | 1972년 5월 1일 폐지  |
| 서강   | Seogang (Seikō)  | 西江      | 2.6           | 4.4           |                                                        | 서울특별시 | 마포구   |                      |
| 가좌   | Gajwa (Kasa)     | 加佐      | 2.6           | 7.0           | 경의선 ● 수도권 전철 경의선                            | 서울특별시 | 서대문구 |                      |

### 서강~신촌 지선
1930년 12월 15일 신설되어 1960년 4월 1일 폐지되었다. 로마자 표기는 역 폐지 당시의 방식을 따랐다.
| 역명 | 로마자 역명       | 한자 역명 | 역간거리 (km) | 영업거리 (km) | 접속 노선           | 소재지     | 소재지   | 비고                  |
| ---- | ----------------- | --------- | ------------- | ------------- | ------------------- | ---------- | -------- | --------------------- |
| 서강 | Seogang (Seikō)   | 西江      | -             | 4.3           | 용산선(용산~당인리) | 서울특별시 | 마포구   |                       |
| 연희 | Yeonhui (Enki)    | 延禧      | (1.0)         | (5.3)         |                     | 서울특별시 | 서대문구 | 1939년 10월 31일 폐지 |
| 신촌 | Sinchon (Shinson) | 新村      | 1.6           | 5.9           | 경의선              | 서울특별시 | 서대문구 |                       |

### 폐역
- 미생정역: 용산 기점 1.8 km
- 공덕리역: 용산 기점 2.4 km
- 동막역: 용산 기점 3.2 km

## 같이 보기
- 경의선
- 수도권 전철 경의·중앙선